# Ernst Oto Fišer
Ernst Oto Fišer (10. novembar 1918 – 23. jul 2007.) bio je nemački hemičar koji je dobio Nobelovu nagradu za pionirski rad u polju organometalne hemije.

## Literatura
- C. Elschenbroich, A. Salzer ”Organometallics : A Concise Introduction” . from Wiley-VCH: Weinheim.
- Herrmann, Wolfgang A. (2003). „Mediator between chemical worlds, aesthete of sciences, and man of Bavaria: Ernst Otto Fischer”. Journal of Organometallic Chemistry. 684 (1–2): 1—5. doi:10.1016/S0022-328X(03)00715-0.
- Fischer, E. O. (1952). „Über Cycopentadien-Komplexe des Eisen und des Kobalts”. Angewandte Chemie. 64 (22): 620. doi:10.1002/ange.19520642206.
- Herrmann, Wolfgang A. (2007). „Obituary: Ernst Otto Fischer (1918–2007)”. Nature. 449 (7159): 156. Bibcode:2007Natur.449..156H. PMID 17851507. doi:10.1038/449156a.

## Spoljašnje veze
- A short autobiography
- Nobel lecture